# Rubia pallida
Rubia pallida là một loài thực vật có hoa trong họ Thiến thảo. Loài này được Diels miêu tả khoa học đầu tiên năm 1912.